# Таранов, Михаил Афанасьевич
Михаил Афанасьевич Таранов (1909—1973) — советский художник-график, педагог; профессор графического факультета Ленинградского института живописи, скульптуры и архитектуры им. И. Е. Репина.
Заслуженный деятель искусств РСФСР (1969). Ученик Ивана Билибина, Николая Радлова, Константина Рудакова.
Создал множество разных по содержанию и технике произведений. Среди них литографии, офорты, плакаты, рисунки и акварели. Основное содержание его работ составляла книжная графика.

## Биография
Михаил Таранов родился в деревне Ипоть Калужской губернии. В дальнейшем, переехав в Ленинград, остался там жить и работать.
В 1927—1930 учился в Художественно-промышленном техникуме. В конце 1920-х годов его рисунки появились в журналах и газетах «Ленинская искра», «Смена», «Резец», «Юный пролетарий», «Вокруг света».
В начале 1930-х стал заведующим художественным отделом журнала «Вокруг света».
В 1937—1941 учился в Ленинградском институте живописи, скульптуры и архитектуры им. И. Е. Репина у выдающихся мастеров. Дипломная работа в ВАХ — оформление книги А. С. Пушкина «Повести Белкина», за которую Таранов получил оценку «отлично» с присвоением звания художника-графика. После окончания остался на преподавательской работе в институте.
На протяжении многих лет плодотворно работает в различных жанрах. Иллюстрирует и оформляет произведения русской и зарубежной классики, пишет картины на исторические темы, исполняет линогравюры и литографии, выполняет политические плакаты.
Будучи профессором по графическим дисциплинам Института живописи, скульптуры и архитектуры, длительный период руководит мастерской книжной графики, подготовив за это время много талантливых художников.
Михаил Афанасьевич Таранов умер в Ленинграде в 1973 году, похоронен на Богословском кладбище.

## Память
Плакаты работы Михаила Таранова хранятся Российской государственной библиотеке (Москва).
Центральный государственный архив литературы и искусства Санкт-Петербурга хранит в своих фондах (Ф. 467) большой массив документов (194 ед. хр.) личного происхождения художника Михаила Таранова. Среди них:
- Графические работы М. А. Таранова и пояснительные записки к ним. Рукописи М. А. Таранова: статьи, воспоминания о художниках К. И. Рудакове, П. А. Шиллинговском и др. Автобиография (1953).
- Письма М. А. Таранову: С. С. Гейченко, Н. Е. Муратова, А. Ф. Пахомова, В. А. Серова, Н. В. Томского, Д. Узукова (Болгария), Чэнь-Цзуньсан (Китай), издательств «Художественная литература» и «Художник РСФСР».
- Статьи о М. А. Таранове. Стенограмма вечера памяти М. А. Таранова (1975). Письма к вдове М. А. Таранова с отзывами о его работах (1980).
- Фото М. А. Таранова, индивидуальные и в группах с художниками О. Г. Верейским, К. И. Рудаковым, поэтом М. А. Дудиным, с учащимися графического факультета Института им. И. Е. Репина.

## Известные ученики
- Ольга Биантовская (род. 1941), выпускница графического факультета Института живописи, скульптуры и архитектуры им. И. Е. Репина при Академии художеств СССР, советский и российский художник-график, плакатист, мастер книжной иллюстрации, член Союза художников России. Автор афиш и плакатов к оперным и балетным спектаклям Мариинского и Михайловского театров, иллюстраций к стихотворениям и поэмам А. С. Пушкина, романам Л. Н. Толстого, А. Н. Толстого, Ч. Т. Айтматова, многочисленным сборникам детских сказок. Участник свыше 100 выставок в России и за рубежом[3].

- Алексей Рейпольский (род. 1945). Занимался в мастерской книжной графики под руководством профессора Михаила Афанасьевича Таранова. По окончании работал в издательстве «Детгиз» художественным редактором. Им исполнено более ста работ маслом в области станковой и монументальной живописи, ряд иконописных произведений; большое число эстампов во всех разновидностях печатной графики; множество акварелей, пастелей и темперных работ; оформил и проиллюстрировал более семидесяти книжный изданий[4].
- Герасимов, Михаил Михайлович (художник) (род. 1 ноября 1938 года, Ленинград) — советский и российский художник-график, педагог, профессор Института имени Репина, Заслуженный художник Российской Федерации, член Союза художников России. Декан факультета повышения квалификации преподавателей, декан факультета графики, руководитель персональной мастерской станковой графики СПбГАИЖСА имени И. Е. Репина. Представитель советской реалистической школы.

## Некоторые из работ
- XXV лет научной деятельности Арктического института: Юбилейный сборник / Арктический НИИ ГлавСевморпути при СНК СССР; [Переплёт, форзац, титульные листы и заставки по рис. М. А. Таранова]. — Л.; М.: Главсевморпуть, 1945. — 400+48 с. — 2000 экз.